# Hasan Aslani
Hasan Aslani (17 de abril de 1969) es un deportista iraní que compitió en taekwondo.
Ganó una medalla de plata en el Campeonato Mundial de Taekwondo de 1997, y una medalla de plata en el Campeonato Asiático de Taekwondo de 1992. En los Juegos Asiáticos de 1998 consiguió una medalla de bronce.

## Palmarés internacional
| Campeonato Mundial  | Campeonato Mundial     | Campeonato Mundial | Campeonato Mundial |
| Año                 | Lugar                  | Medalla            | Categoría          |
| ------------------- | ---------------------- | ------------------ | ------------------ |
| 1997                | Hong Kong (China)      | Medalla de plata   | +83 kg             |
| Juegos Asiáticos    |                        |                    |                    |
| Año                 | Lugar                  | Medalla            | Categoría          |
| 1998                | Bangkok (Tailandia)    | Medalla de bronce  | +83 kg             |
| Campeonato Asiático |                        |                    |                    |
| Año                 | Lugar                  | Medalla            | Categoría          |
| 1992                | Kuala Lumpur (Malasia) | Medalla de plata   | +83 kg             |